# Wirialne równanie stanu
Wirialne równanie stanu gazu opisuje stan gazu rzeczywistego. Ma postać szeregu potęgowego (Kamerlingha Onnesa), którego pierwszy człon stanowi równanie stanu gazu doskonałego. Z reguły równanie to jest podane dla 1 mola gazu, a więc zamiast objętości w równaniu pojawia się objętość molowa gazu.
Typowe postacie tego równania, to:
{\displaystyle pV_{\mathrm {m} }=RT\left(1+{\frac {B}{V_{\mathrm {m} }}}+{\frac {C}{V_{\mathrm {m} }^{2}}}+\dots \right),}
{\displaystyle pV_{\mathrm {m} }=RT\left(1+B'p+C'p^{2}+\dots \right),}
gdzie: {\displaystyle B,} {\displaystyle C...} i {\displaystyle B',} {\displaystyle C'...} są zwane drugim, trzecim itd. współczynnikiem wirialnym i zależą tylko od temperatury. Pierwszy współczynnik wirialu równy jest 1 lub też RT, co oznacza gaz doskonały. Z reguły człon przy potędze {\displaystyle (k+1)} jest mniej ważny niż człon przy potędze {\displaystyle (k).} Dla gazu doskonałego te współczynniki są równe 0. Ogólnie rzecz biorąc drugi współczynnik wirialny {\displaystyle B} odpowiada za oddziaływania w obrębie par cząsteczek, a trzeci współczynnik wirialny za oddziaływania w obrębie trójek cząsteczek etc. W praktyce inżynierskiej często ogranicza się tylko do dwóch (jeżeli ciśnienie nie przekracza 1500 kPa) lub trzech (do 5000 kPa) pierwszych członów, zachowując zadowalającą dokładność obliczeń.
Często też stosuje się postać równania wirialnego wprowadzając pojęcie gęstości molowej, {\displaystyle \rho =M/V_{\mathrm {m} },} gdzie {\displaystyle M} jest masą molową gazu
{\displaystyle pV_{\mathrm {m} }=RT\left(1+B''\rho +C''\rho ^{2}+\dots \right),}
gdzie: {\displaystyle B''={\frac {B}{M}},\;C''={\frac {C}{M^{2}}}} itd.
Z analizy równań wirialnych wynika, że chociaż dla bardzo małych ciśnień czy gęstości gazu rzeczywistego na pierwszy rzut oka jego zachowanie zbliża się do gazu doskonałego, to ze względu na to, że wiele spośród właściwości gazu zależy od pochodnych wielkości fizycznych, to właściwości gazów rzeczywistych pozostaną różne od właściwości gazu doskonałego.
Parametrem w ogólny sposób określającym zgodność zachowania gazu rzeczywistego z modelem gazu doskonałego jest tzw. współczynnik ściśliwości {\displaystyle Z=pV_{\mathrm {m} }/RT,} który łatwo się wyraża poprzez współczynniki równania wirialnego (wyrażenie potęgowe w nawiasie w równaniach powyżej).